# Parachalciope mixta
Parachalciope mixta là một loài bướm đêm trong họ Noctuidae.